# Zračna luka Graz
Zračna luka Graz (IATA: GRZ, ICAO: LOWG), poznat kao i Thalerhof, služi austrijskom gradu Grazu. Nalazi se u općinama Feldkirchen bei Graz i Kalsdorf bei Graz 9,3 km južno od gradskog centra.